# 원옥임
원옥임(元玉任, 1986년 11월 6일~)은 조선민주주의인민공화국의 전직 유도 선수이다. 2008년 하계 올림픽에서 여자 유도 -63kg급에서 동메달을 획득하였다.